# Ровнечик
Ровнечик — посёлок в Ливенском районе Орловской области России.
Входит в Крутовское сельское поселение в рамках организации местного самоуправления и в Крутовский сельсовет в рамках административно-территориального устройства.

## География
Расположен восточнее деревни Шилово вдоль ручья Ровнечик, впадающего в реку Труды.
Просёлочной дорогой посёлок соединён с автомагистралью Р-119.

## Население
| 2010 |
| ---- |
| 26   |